# Raymond Simard
Pour les articles homonymes, voir Simard.
Raymond Simard, né le 8 mars 1958 à Sainte-Anne au Manitoba, est un homme politique canadien.

## Biographie
Il obtient son baccalauréat en Arts du Collège universitaire de Saint-Boniface, ainsi qu'un baccalauréat en commerce de l'Université du Manitoba. Simard travaille comme homme d'affaires et expert-conseil avant de se lancer en politique.
En 2002, le député de Saint-Boniface Ronald Duhamel est nommé au Sénat du Canada par le premier ministre Jean Chrétien. Simard est sélectionné pour porter les couleurs du Parti libéral dans l'élection complémentaire qui s'ensuit, et le 13 mai 2002 il défait le candidat de l'Alliance canadienne Denis Simard par environ 4400 voix.
Au Parlement, Simard a agi comme un beste exprimé un intérêt spécial pour les questions relatives aux droits des francophones au Canada. Sa circonscription est une des seules dans l'Ouest canadien avec une population francophone importante (16 % sont de langue maternelle française, selon le recensement de 2001) et la seule qui élit régulièrement des candidats francophones aux communes.
Raymond Simard est réélu assez facilement dans l'élection de 2004, défaisant le candidat conservateur Ken Cooper par environ 6000 voix. Le 20 juillet 2005, il est nommé secrétaire parlementaire du ministre du Commerce intérieur, leader adjoint du gouvernement à la Chambre des communes et ministre responsable des langues officielles.
Lors de l'élection fédérale de 2006, la troisième de Simard dans la circonscription de Saint-Boniface, Simard défait le conservateur Ken Cooper pour une seconde fois, avec toutefois une marge de victoire très rétrécie par rapport à l'élection précédente. Cette même année, il est nommé whip adjoint de l'Opposition officielle.
Lors des élections de 2008, M. Simard est défait dans sa circonscription par la candidate conservatrice Shelly Glover.